# چاه ابراهیم (جازموریان)
چاه ابراهیم، روستایی در دهستان جازموریان بخش مرکزی شهرستان جازموریان در استان کرمان ایران است.

## جمعیت
بر پایه سرشماری عمومی نفوس و مسکن در سال ۱۳۹۵، جمعیت این روستا برابر با ۴۶۸ نفر (۱۰۸ خانوار) بوده است.